# François Leclerc du Tremblay
François Leclerc du Tremblay (Pariz, 4. studenoga 1577. – Rueil-Malmaison, 17. prosinca 1638.), poznat i kao Père Joseph, bio je francuski kapucin, osoba od povjerenja i agent kardinala Richelieua. On je bio izvorni éminence grise – francuski izraz (siva eminencija) za moćnog savjetnika ili donositelja odluka koji djeluje tajno ili neslužbeno.
Bio je ministar rata i, iako je zadržao osobnu askezu, posvetio se diplomaciji i politici. Umro je 1638., baš kad je trebao biti proglašen kardinalom.